# Lijst van platenlabels E
Dit is een lijst van platenlabels met als beginletter een E.
- Eagle Records
- Eagle Rock Entertainment
- Eagle Rock Records
- Earache Records
- Eardrum Records
- Early Records
- Earthly Delights
- Eartube Empire
- Earwig Music Company
- East West Records
- Eastern Conference Records
- Eastern Developments Music
- EatUrMusic
- EBUL
- Ebullition Records
- Echo Records
- ECM Records
- Ecstatic Peace!
- Ed Banger Records
- Edel Music
- Edel-Mega Records
- Edison Bell Winner Records
- Edison Records
- Edition Lilac
- Editions Mego
- Eel Pie Records
- Eenie Meenie Records
- Eerie Materials
- E.G. Records
- Egg Records
- EGREM
- Eibon Records
- Eigen Makelij
- El Cartel Records
- Electrecord
- Electric Fantastic Sound
- Electric Honey
- Electrola
- Elefant Records
- Elefant Traks
- Elegy (the fine recording company)
- Elektra Records
- Elementree Records
- Elenco
- The Elephant 6 Recording Company
- Elephant Stone Records
- Elevation Recordings
- Eleven Seven Music

- Eleven: A Music Company
- Ellahy Amen Records
- Em:t Records
- E-Magine Records
- Emanem Records
- EmArcy Records
- Embassy Records
- Embrace Recordings
- Emerald Moon Records
- Emerald Music
- Emergency Broadcast System Records
- Emergency Records
- Emerson Records
- EMI
- EMI America Records
- EMI-Capitol Special Markets
- EMI Christian Music Group
- EMI Classics
- EMI Hemisphere
- EMI Latin
- EMI Records
- Emperor Entertainment Group
- Emperor Jones
- Emperor Norton Records
- empreintes DIGITALes
- Emu Music
- End All Life Productions
- End Records
- Endearing Records
- Energy Rekords
- Enfant Terrible
- Enigma Records
- Enjoy Records
- Ensemble Medusa
- Ensign Records
- Enterprise Records
- Entr'acte Recording Society
- Enzyme Records
- Epic Records
- Epidemic Records
- Epitaph Records
- Epitonic Records
- Equal Vision Records
- Equator Records (Canada)
- Equator Records (Kenia)

- Equity Music Group
- Era Records
- Erato Records
- Eroica Classical Recordings
- Ersatz Audio
- Erstwhile Records
- Escovator Records
- Eskaton
- ESL Music
- ESP-Disk
- Esquimaux Management
- Esquire Records
- Essential Records (Christian)
- Essential Records (London)
- Essex Records
- Estrus Records
- Esurient Communications
- Etcetera Records
- Eternal Records
- Eternal Sunday Records
- Eufoda
- Eulogy Recordings
- Eurodisc
- Europa
- Ever Reviled Records
- Everest Records
- Everloving Records
- Evil Office
- Evil Rabbit Records
- Evil Teen Records
- Evoke Records
- Excel Records
- Excello Records
- Excelsior Recordings
- Exceptional Records
- EXERCISE1 Records
- Exit Records
- Exodus Records
- Exogenic Records
- Exponential
- Extasy Records
- Extreme Records
- Eye Industries
- Eye Of The Storm Records
- Eye Q Records
- Eyeball Records